# Chut ! (nouvelle)
Chut ! est une nouvelle d’Anton Tchekhov.

## Historique
Chut ! est initialement publiée dans la revue russe Les Éclats, numéro 46, du 15 novembre 1886, et signée Antocha Tchékhonté. Aussi traduit en français sous le titre Tss !....

## Résumé
Ivan Krasnoukhine, journaliste médiocre, rentre tard dans la nuit chez lui et veut écrire. Il réveille sa femme pour qu’elle lui fasse du thé, cuire un bifteck et que personne dans la maison ne fasse de bruit. Krasnoukhine est un tyran domestique. Il ne supporte pas le bruit du samovar qui chauffe le thé, ni celui de la viande qui grille, ni les prières de son locataire : toute la maison doit vivre selon ses désirs.
Quand il va se coucher après avoir noirci quelques pages, tout le monde fait « chut ! », car il dort maintenant.

## Édition française
- Chut !, traduit par Madeleine Durand et Édouard Parayre, révision de Lily Dennis, Bibliothèque de la Pléiade, éditions Gallimard, 1967  (ISBN 978 2 07 0105 49 6).